# Rumuńska Agencja Kosmiczna

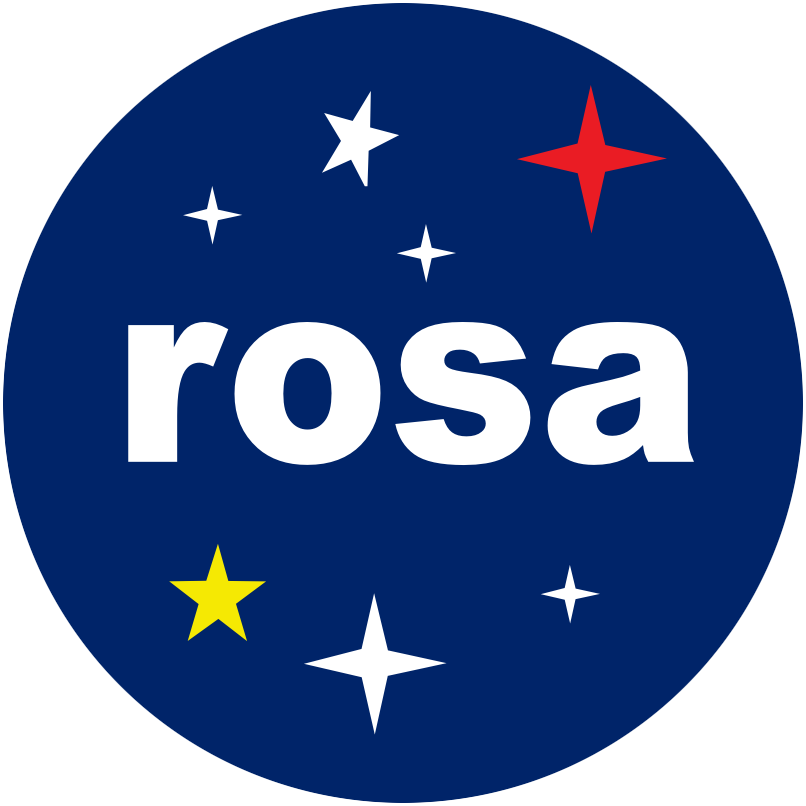
Logo

Rumuńska Agencja Kosmiczna (rum. Agenția Spațialǎ Românǎ, ROSA) – rumuńska państwowa agencja koordynująca rozwój technologii i programów kosmicznych, powstała w 1991.
Zadaniem agencji jest promocja i koordynowanie technologii kosmicznych. ROSA ustala i koordynuje narodowy program kosmiczny, rozwijając własne projekty naukowo-badawcze. Agencja jest przedstawicielem Rumunii w branżowych organizacjach, jak ESA.
Przewodniczącym (od 2004) i dyrektorem wykonawczych (od 1995) jest Marius-Ioan Piso. Przewodniczącym honorowym jest rumuński kosmonauta Dumitru Prunariu.

## Członkostwo
- Forum Agencji Kosmicznych (Space Agencies Forum), od 1997
- COSPAR, od 1994
- Europejska Agencja Kosmiczna, od 2003 jako kraj współpracujący, a od 2010 jako państwo członkowskie
- EURISY, od 2000
- UNRNSST (United Nations Regional Network for Space Sciences and Technology), od 1997

## Współpraca międzynarodowa
Niektóre z międzynarodowych umów o współpracy:
- ESA: European Cooperating State (2006) i PECS (2007-2011)
- Francja (CNES): projekt ADAM (2000) i COROT (2004)
- Włochy: umowa o współpracy z ISA (1998); porozumienie o współpracy naukowej z CNR (2003)
- USA (NASA): porozumienie o współpracy (2000); współpraca przy Alpha Magnetic Spectrometer
- Azerbejdżan: umowa o współpracy (2003)
- Bułgaria: porozumienie o współpracy w pokojowej eksploracji przestrzeni kosmicznej (1997)
- Węgry: umowa o współpracy (1998)

## STS-133
Ostatnia misja promu Discovery, STS-133, wyniosła do ISS również rumuński eksperyment naukowy przygotowany przez Rumuński Instytut Nauk Kosmicznych: CFS-A (Colored Fungi in Space), badający wpływ mikrograwitacji i promieniowania kosmicznego na wzrost i życie grzybów.